# Pokáč
Pokáč, właśc. Jan Pokorný (ur. 25 lipca 1990 w Pradze) – czeski piosenkarz i autor tekstów. Gra na gitarze i ukulele. Swoją twórczość popularyzuje za pośrednictwem platformy YouTube. W swoich utworach często posługuje się sarkazmem, ironią i hiperbolą. W tekstach porusza przede wszystkim tematykę życia codziennego.

## Życiorys
Jan Pokorný ukończył studia na kierunku Otevřená informatika na Wydziale Elektrotechniki Politechniki Czeskiej w Pradze.
Pokáč zdobył popularność jako autor tekstów do piosenek Voxela. W tym duecie autorskim wspólnie stworzyli dwa albumy (AllBoom, Motýlí efekt). Pokáč pisał również teksty do niektórych utworów zespołu Mirai (m.in. Chci tančit, Anděl i 365). Został autorem tekstów do kilku piosenek Jakuba Děkana, z którym wykonał duet Co bejvávalo, už není. Stworzył także tekst do utworu Nejsem další! z trzeciego woluminu projektu muzycznego AquaBabes 2016. Ponadto przyczynił się do stworzenia utworu Cizí zeď w ramach projektu 1/10 OneManShow FOUNDATION. W 2018 roku zaczął pisać piosenki dla klubu Sparta Praga, którego jest długoletnim fanem.
W maju 2017 wydał swój debiutancki album pt. Vlasy, nagrodzony Złotą Płytą.
Do jego najbardziej znanych utworów należą: Vymlácený entry, Co z tebe bude, Mám doma kočku, V lese i Rád chodím na poštu.

## Dyskografia

### Demoalbumy
- 2009: Pekáč
- 2011: Pokák

### Albumy
- 2017: Vlasy[9]
- 2019: Úplně levej

### Single
Album Pekáč
- Perfektní gentleman
- Pohádka
- Balada o pivu
- Porno
- Virtuální vztah
- Jak se dělá hit
- Umělec moderní doby
- Bisexuální diskofil

Album Pokák
- Přírodní
- Novinky
- Bezdomovecká
- Julie a Romeo
- Demence
- Alou spát
- Pískač
- Strýček Pedo
- Nestíhám
- Milionář

Album Vlasy
- Vlasy
- Nikde žádnej sníh
- Co z tebe bude
- Rád chodím na poštu
- Lovesongy feat. Kateřina Marie Tichá
- Mám doma kočku
- Kdybych dneska nevstal
- 26
- Vymlácený entry
- Nedělám nic, ale dělám to dobře
- Padá hvězda
- Blbej den
- Holky
- Stereotypy
- Porno (live)
- Pohádka (live)
- Vymlácený entry (live)
- Místa

Album Vlasy (Extended)
- Aromatické léto

Album Úplně levej
- Kouření je hnusný zvyk
- Matfyzák na discu
- Úplně levej
- Hořkosladká komedie
- Jaro feat. Berenika Kohoutová
- V Lese
- Hrdinský čin feat. Jakub Ondra
- Aromatické léto
- Láska na vsi feat. Petra Göbelová
- Spinkej spinkej
- Probuzení
- Voděvzdorné šibenice feat. Kája B.
- Mám rýmu
- Farmář Tonda